# إبراهيم ميرزابور
إبراهيم ميرزابور (بالفارسية: ابراهیم میرزاپور) (مواليد 16 سبتمبر 1978 في معمولان) لاعب كرة قدم إيراني دولي يجيد اللعب في مركز حارس مرمى . يلعب حاليا لصالح نادي بيكان الإيراني منذ سنة 2010 .

## روابط خارجية
- إبراهيم ميرزابور على موقع الاتحاد الدولي (مؤرشف)  (الإنجليزية)
- إبراهيم ميرزابور على موقع قاعدة بيانات كرة القدم.إي يو (الإنجليزية)
- إبراهيم ميرزابور على موقع ناشيونال فوتبول تيمز (الإنجليزية)
- إبراهيم ميرزابور على موقع عالم كرة القدم.نت (الإنجليزية)